# TSE (Kurzfilm)
TSE (deutsch Raus, hebräisch צא) ist ein israelischer Kurzfilm von Roee Rosen aus dem Jahr 2010. In Deutschland feierte der Film am 6. Mai 2011 bei den Internationalen Kurzfilmtagen in Oberhausen Premiere.

## Handlung
Rosens Werk ist der Versuch eines Exorzismus mit Mitteln des Sadomasochismus. Beide Protagonisten,  ein progressiver Dom und eine reaktionäre Sub eint die sexuelle Vorliebe – was sie trennt, ist die politische Einstellung. Am Ende liegt sie auf dem Bett und er starrt auf eine Flamme vor sich; zwei weitere Personen im Raum stimmen ein Klagelied an, dessen Bezug zur Handlung nicht wirklich klar wird. Ob der Teufel in Form von Außenminister Avigdor Lieberman ausgetrieben wurde, bleibt offen.

## Kritiken
„Der ARTE-Preis geht an ‚TSE‘ von Roee Rosen für die Qualität des Exorzismus, für die Abtreibung mit dem Kleiderbügel, für einen inszenierten Dokumentarfilm, eine dokumentarische Fiktion, einen synchronisierten, geschrienen, gesungenen und lebendigen Sound, und für die Gemälde.“

## Auszeichnungen
Internationale Filmfestspiele von Venedig 2010
- Auszeichnung in der Kategorie Preis für mittellange Filme in der Sektion Orizzonti

Internationale Kurzfilmtage Oberhausen 2011
- ARTE-Preis für einen europäischen Kurzfilm